# Vogel des Jahres (Schweiz)
Der Vogel des Jahres wird seit 2001 in der Schweiz alljährlich vom Schweizer Vogelschutz (SVS) / BirdLife Schweiz gekürt.
Bisher wurden folgende Vögel des Jahres gewählt, seit 2025 durch die Bevölkerung:
| Jahr | deutscher Name   | wissenschaftlicher Name | Abbildung             |
| ---- | ---------------- | ----------------------- | --------------------- |
| 2025 | Rotkehlchen      | Erithacus rubecula      | Rotkehlchen 2025      |
| 2024 | Zwergtaucher     | Acrocephalus palustris  | Zwergtaucher 2024     |
| 2023 | Sumpfrohrsänger  | Acrocephalus palustris  | Sumpfrohrsänger 2023  |
| 2022 | Feldlerche       | Alauda arvensis         | Feldlerche 2022       |
| 2021 | Steinkauz        | Athene noctua           | 2021 Steinkauz        |
| 2020 | Neuntöter        | Lanius collurio         | 2020 Neuntöter        |
| 2019 | Kiebitz          | Vanellus vanellus       | 2019 Kiebitz          |
| 2018 | Wanderfalke      | Falco peregrinus        | 2018 Wanderfalke      |
| 2017 | Wasseramsel      | Cinclus cinclus         | 2017 Wasseramsel      |
| 2016 | Buntspecht       | Dendrocopos major       | 2016 Buntspecht       |
| 2015 | Haussperling     | Passer domesticus       | 2015 Haussperling     |
| 2014 | Waldohreule      | Asio otus               | 2014 Waldohreule      |
| 2013 | Pirol            | Oriolus oriolus         | 2013 Pirol            |
| 2012 | Zaunkönig        | Troglodytes troglodytes | 2012 Zaunkönig        |
| 2011 | Schwarzspecht    | Dryocopus martius       | 2011 Schwarzspecht    |
| 2010 | Mehlschwalbe     | Delichon urbicum        | 2010 Mehlschwalbe     |
| 2009 | Gartenrotschwanz | Phoenicurus phoenicurus | 2009 Gartenrotschwanz |
| 2008 | Turmfalke        | Falco tinnunculus       | 2008 Turmfalke        |
| 2007 | Wendehals        | Jynx torquilla          | 2007 Wendehals        |
| 2006 | Eisvogel         | Alcedo atthis           | 2006 Eisvogel         |
| 2005 | Mauersegler      | Apus apus               | 2005 Mauersegler      |
| 2004 | Rauchschwalbe    | Hirundo rustica         | 2004 Rauchschwalbe    |
| 2003 | Stieglitz        | Carduelis carduelis     | 2003 Stieglitz        |
| 2002 | Goldammer        | Emberiza citrinella     | 2002 Goldammer        |
| 2001 | Kuckuck          | Cuculus canorus         | 2001 Kuckuck          |